# Stichting
Een stichting is een zelfstandig vermogen dat een maatschappelijk, sociaal of ideëel doel nastreeft dat door de stichter is vastgelegd, al kan dit doel in de loop van de tijd worden aangepast. Het is een privaatrechtelijke rechtspersoon, hoewel sommige stichtingen ook publieke taken uitvoeren en daartoe zelfs door de overheid kunnen zijn opgericht. Het verschilt per land hoe stichtingen mogen omgaan met behaalde winst. In het algemeen zal deze moeten worden gebruikt voor het gestelde doel en mag deze dus niet aan de oprichters of bestuursleden worden uitgekeerd. Een belangrijk verschil met verenigingen is dat een stichting geen leden heeft, al duiden sommige stichtingen hun donateurs of vrijwilligers wel zo aan.
Een stiftung foundation is zo ongeveer een foundation van het type dat in Duitstalige landen Stiftung wordt genoemd.

## België
Organisaties zonder winstoogmerk kunnen in België enerzijds een vereniging zonder winstoogmerk (vzw) zijn en anderzijds een stichting. Er zijn twee types stichtingen: de stichting van openbaar nut (SON) (instelling van openbaar nut vóór de wet van 2 mei 2002) en de private stichting (PS) (nieuw sinds de wet van 2 mei 2012). Sinds 1 mei 2019 werd alle wetgeving rond vennootschappen, verenigingen en stichtingen samengebracht in het nieuwe Wetboek van Vennootschappen en Verenigingen.
Stichtingen in België zijn filantropische instellingen die middelen mobiliseren en/of genereren voor hun activiteiten, meestal het toekennen van beurzen, prijzen of toelagen aan derden of voor projecten in eigen beheer. Vaak gebruiken ze hiervoor de jaarlijkse opbrengsten van hun kapitaal of de aan hen toevertrouwde schenkingen, maar ongeveer een kwart van de Belgische stichtingen verwerft zijn inkomsten via geldinzamelingen. In België zijn meer dan 300 stichtingen actief.
Met hun activiteiten bereiken ze diverse doelgroepen, zoals jongeren, gehandicapten, kansarmen, immigranten of vluchtelingen. Recent onderzoek toont aan dat 42% van de middelen gaat naar derden en 41% van de middelen besteed wordt aan projecten in eigen beheer. Deze projecten lopen uiteen van bijvoorbeeld gezondheidszorg, kankerpreventie, projecten in kansarme buurten tot theater. De meeste steun vanwege de stichtingen gaat naar de zogenaamde werkgebieden kunst en cultuur, sociale wetenschappen, onderwijs en basisvorming, wetenschappen en gezondheid.
Bijna driekwart van de stichtingen in België werden opgericht door (groepen) individuen, maar ook private organisaties en de regering zijn vaak initiatiefnemer. Enkele stichtingen werden in het leven geroepen door bedrijven. De wellicht meest bekende en op basis van de activa en de uitgaven de grootste stichting in België is de Koning Boudewijnstichting. De meeste stichtingen stellen een of enkele personeelsleden te werk, maar het Fonds voor Wetenschappelijk Onderzoek Vlaanderen (FWO) en het Fonds National de la Recherche Scientifique hebben meer dan 1000 personeelsleden in dienst. Veel Belgische stichtingen ontvangen ook subsidies van de overheid.
Vóór de wet van 2 mei 2002 betreffende de verenigingen zonder winstoogmerk en de stichtingen, moest het openbaar nut van alle stichtingen bij koninklijk besluit worden erkend. Om erkend te worden als stichting van openbaar nut  moet de stichting doelstellingen hebben van filantropische, levensbeschouwelijke, religieuze, wetenschappelijke, artistieke, pedagogische of culturele aard. Sinds de wet van 2002 hebben ook de private stichtingen in België voor het eerst ook een juridisch kader waarbinnen zij hun activiteiten kunnen uitvoeren.
Stichtingen zijn rechtspersonen en worden opgericht bij notariële akte (Titel II van de wet). Stichtingen van openbaar nut krijgen rechtspersoonlijkheid bij afkondiging van het erkennings-KB. Private stichtingen krijgen rechtspersoonlijkheid na neerlegging van de statuten.
In tegenstelling tot de vzw’s hebben ze geen leden of vennoten. In 2004 hebben de stichtingen in België zich in 2004 verenigd in het Belgisch Netwerk van Stichtingen, zelf een vzw.

## Nederland
Een stichting is ook in Nederland een rechtspersoon die wordt opgericht bij notariële akte, door een of meer natuurlijke of rechtspersonen. Iemand kan ook bij testament de oprichting van een stichting na zijn dood regelen.
In de regel heeft een stichting een bestuur bestaande uit een of meer bestuurders (bijvoorbeeld een voorzitter, secretaris en een penningmeester). Het bestuur is het enige verplichte orgaan van een stichting. Daarnaast kan er nog een raad van toezicht worden aangesteld, die toezicht houdt op het stichtingsbestuur.
In de statuten staan minstens vermeld:
- de naam (waarvan het woord stichting deel dient uit te maken);
- het doel: dit mag niet inhouden het doen van uitkeringen aan oprichters of aan degenen die deel uitmaken van haar organen, noch ook aan anderen, tenzij wat deze laatsten betreft, de uitkeringen een ideële of sociale strekking hebben;
- de wijze van benoeming en ontslag van de bestuurders;
- de vestigingsgemeente in Nederland;
- de bestemming van het overschot na vereffening van de stichting in geval van ontbinding.

Voor het wijzigen van de statuten is eveneens een notariële akte vereist.
Zolang de stichting niet is ingeschreven in het handelsregister, is elke bestuurder persoonlijk aansprakelijk.
De stichting is zelfstandig drager van rechten en plichten. De bestuurders zijn niet aansprakelijk voor schulden van de stichting, tenzij er sprake is van onbehoorlijk bestuur. Bestuurders en oprichters van de stichting zijn ook niet in loondienst en vallen niet onder werknemersverzekeringen. De stichting kan wel werknemers in dienst hebben.
Een stichting heeft geen leden of aandeelhouders, en kan derhalve noch contributie noch aandelenkapitaal ontvangen. Wel kunnen stichting geld ontvangen via erfenissen, donaties en leningen, naast inkomsten uit activiteiten. Afhankelijk van de status van de stichting en de donateur kan een donatie fiscaal gefaciliteerd of belastingvrij plaatsvinden.
Tot ontbinding van de stichting wordt overgegaan indien dat volgens de statuten nodig is, als gevolg van een faillissement of door een besluit van de rechter. Ook het bestuur kan tot ontbinding besluiten; de voorwaarden daarvoor zijn doorgaans in de statuten geregeld.
In tegenstelling tot een vereniging heeft een stichting geen leden. Zij kan wel donateurs hebben; die hebben echter geen zeggenschap. Een stichting kan ook vrijwilligers hebben.
Nederlandse stichtingen zijn om deze reden geliefd voor het opzetten van aandeelhouderloze structuren ('orphans'), zoals bij securitisaties. Het voordeel hiervan is namelijk dat de transactie afgescheiden kan worden van de opzetters ervan, zodat zij niet worden meegezogen in een eventueel faillissement van de transactie, en vice versa. Dit roept echter wel de vraag op of dit nog wel strookt met het oorspronkelijke doel van de stichting, namelijk verwezenlijking van een bepaald doel.
De Stichting INGKA Foundation in Nederland (opgericht door Ingvar Kamprad) is de rijkste stichting ter wereld, met een vermogen van 36 miljard dollar volgens het tijdschrift The Economist.
Een stichting kan door de rijksoverheid worden erkend als woningcorporatie. De regels en richtlijnen waaraan deze stichting zich dient te houden en de prestaties die moeten worden verricht, zijn wettelijk vastgelegd in het Besluit beheer sociale-huursector. Een woningcorporatie kan bij wanbeheer door de minister onder verscherpt toezicht worden gesteld van de Autoriteit woningcorporaties.